# Les Cordeliers. Épisode du siège de Metz
Les Cordeliers. Épisode du siège de Metz est un tableau peint par Laurent Charles Maréchal en 1835. Il est conservé au musée des Beaux-Arts de Nancy.
En 2014, il a été exposé au musée des Beaux-Arts de Lyon, dans le cadre de l'exposition 'L'invention du passé. Histoires de cœur et d'épée en Europe, 1802-1850.

## Sujet
Le tableau présente un épisode de l'histoire de Metz, qui suivit de peu le siège qu'en fit l'empereur Charles Quint en 1552. Le père Léonard, cordelier confesseur de François de Guise durant le siège impérial, fut recommandé par le duc de Guise à ses successeurs à Metz, dont le gouverneur des Trois-Évêchés, François de Scépeaux, seigneur de Vieilleville. Léonard fut chargé des négociations avec les forces impériales par les dirigeants messins, et, les trahissant, convint avec Ernest de Mansfeld, gouverneur du Luxembourg, de livrer la ville aux forces impériales.
Pour ce faire, Charles Quint incita le supérieur des Cordeliers à décréter que le chapitre général de son ordre aurait lieu en 1555 dans la ville de Metz. Une partie des moines convoqués, devant traverser les terres d'Empire, fut arrêtée et remplacée par de vieux soldats qui se présentèrent alors dans la ville pour y loger. Il était prévu que lorsqu'ils seraient suffisamment nombreux (Léonard avait annoncé au gouverneur qu'il y aurait en tout huit cents moines qui seraient présents durant trois semaines), ils puissent aider à la prise soudaine de la ville. La garnison de Thionville (alors aux mains de l'empereur) devait sortir de ses murailles pour inciter la garnison de Metz à faire de même ; durant ce temps, les soldats camouflés en franciscains se seraient emparés d'une porte de la ville et l'auraient ouverte aux forces impériales. 
Toutefois, le plan de Léonard fut dénoncé (par des bourgeois qu'il aurait tenté de soudoyer également, ou par un chartreux selon les sources). Vieilleville, à la fois pour régler le problème et pour ménager l'ordre des frères mineurs, fit arrêter Léonard dans sa chambre (où il fut retrouvé mort le lendemain, officiellement suicidé), et tint un procès envers le décédé et dix-huit autres religieux coupables de l'avoir aidé. Tous furent condamnés au gibet,.